# Litauen i Eurovision Song Contest 2015
Litauen deltog i Eurovision Song Contest 2015 i Wien i Österrike.

## Uttagning
Landet valde sitt bidrag genom sin årliga nationella uttagning "Eurovizijos" dainų konkurso nacionalinė atranka. Låten "This Time" vann sångvalet den 14 februari. Vaidas Baumila och Monika Linkytė vann artistvalet den 21 februari.
Litauen deltog i den andra semifinalen den 21 maj. Där hade de startnummer 1. De gick till final med 67 poäng och hamnade på sjunde plats.